# Luciano Giovannetti (vescovo)
Luciano Giovannetti (Civitella in Val di Chiana, 26 luglio 1934 – Arezzo, 29 giugno 2024) è stato un vescovo cattolico italiano.

## Biografia
Nacque a Civitella in Val di Chiana, in provincia e diocesi di Arezzo, il 26 luglio 1934.

### Formazione e ministero sacerdotale
Il 29 giugno 1944 fu testimone dell'eccidio di Civitella e dell'assassinio del suo parroco don Alcide Lazzeri, di cui era chierichetto: l'esperienza lo segnò profondamente e perciò decise di entrare in seminario ad Arezzo.
Il 15 giugno 1957 fu ordinato presbitero, nella cattedrale dei Santi Pietro e Donato, dal vescovo di Arezzo Emanuele Mignone.
Dopo l'ordinazione divenne cappellano nella parrocchia dei Santi Ippolito e Cassiano di Laterina; successivamente ricevette l'incarico di rettore del Collegio "Serristori" a Castiglion Fiorentino. Nel 1963, all'età di 29 anni, fu nominato rettore del seminario diocesano, restando in carica fino al 1978.

### Ministero episcopale
Il 15 febbraio 1978 papa Paolo VI lo nominò vescovo titolare di Zaba e ausiliare del vescovo di Arezzo, di Cortona e di Sansepolcro Telesforo Giovanni Cioli. L'8 aprile successivo ricevette l'ordinazione episcopale, nella cattedrale dei Santi Pietro e Donato ad Arezzo, per imposizione delle mani dello stesso monsignor Cioli, co-consacranti il vescovo emerito di Cortona Giuseppe Franciolini e il vescovo ausiliare di Arezzo Angelo Scapecchi. Venne destinato alla cura pastorale della diocesi di Cortona.
Il 27 maggio 1981 papa Giovanni Paolo II lo nominò vescovo di Fiesole; succedette a Simone Scatizzi, contestualmente trasferito alla sede di Pistoia. Il 6 settembre dello stesso anno prese possesso della diocesi.

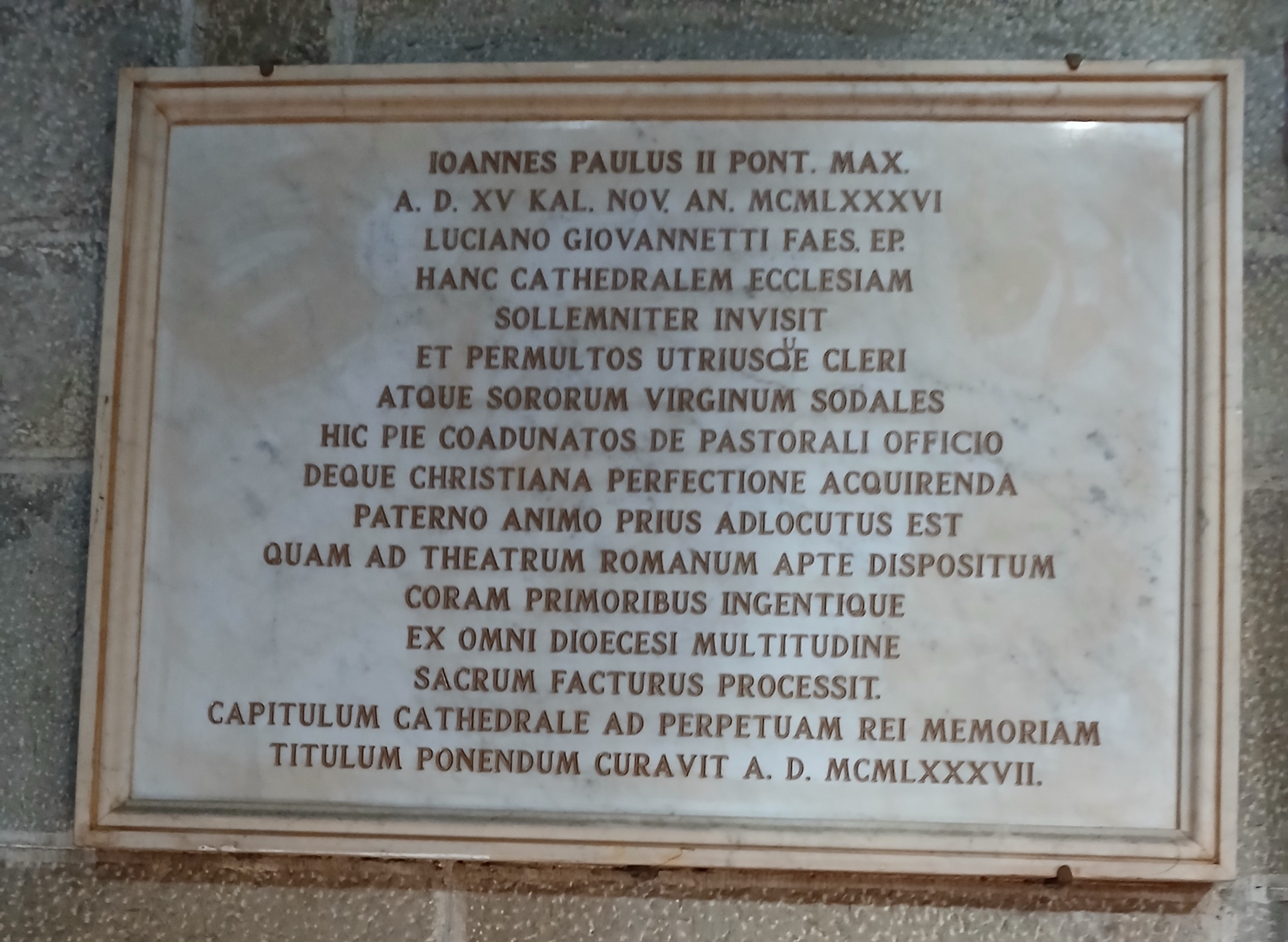
Iscrizione nella cattedrale di Fiesole a memoria della visita di Giovanni Paolo II

Nel 1986 accolse il pontefice Giovanni Paolo II, giunto a Fiesole in visita pastorale.
Diede vita alla Fondazione "Giovanni Paolo II per il dialogo, la cooperazione e lo sviluppo", di cui fu presidente. Ricoprì dal 1981 al 2006 l'incarico di segretario della Conferenza episcopale toscana.
Il 13 febbraio 2010 papa Benedetto XVI accolse la sua rinuncia, presentata per raggiunti limiti di età, al governo pastorale della diocesi di Fiesole; gli succedette Mario Meini, fino ad allora vescovo di Pitigliano-Sovana-Orbetello. Rimase amministratore apostolico della diocesi fino all'ingresso del successore, avvenuto il 18 aprile seguente.
Morì ad Arezzo, all'età di 89 anni, il 29 giugno 2024, giorno dell'ottantesimo anniversario dell'eccidio di Civitella. Dopo le esequie, celebrate il 1º luglio dal vescovo di Arezzo-Cortona-Sansepolcro Andrea Migliavacca nella cattedrale di Arezzo, e il 2 luglio dal vescovo di Fiesole Stefano Manetti nella cattedrale di Fiesole, fu sepolto nella cripta di quest'ultimo edificio.

## Genealogia episcopale
La genealogia episcopale è:
- Cardinale Scipione Rebiba
- Cardinale Giulio Antonio Santori
- Cardinale Girolamo Bernerio, O.P.
- Arcivescovo Galeazzo Sanvitale
- Cardinale Ludovico Ludovisi
- Cardinale Luigi Caetani
- Cardinale Ulderico Carpegna
- Cardinale Paluzzo Paluzzi Altieri degli Albertoni
- Papa Benedetto XIII
- Papa Benedetto XIV
- Cardinale Enrico Enriquez
- Arcivescovo Manuel Quintano Bonifaz
- Cardinale Buenaventura Córdoba Espinosa de la Cerda
- Cardinale Giuseppe Maria Doria Pamphilj
- Papa Pio VIII
- Papa Pio IX
- Cardinale Alessandro Franchi
- Cardinale Giovanni Simeoni
- Cardinale Antonio Agliardi
- Cardinale Basilio Pompilj
- Cardinale Adeodato Piazza, O.C.D.
- Vescovo Telesforo Giovanni Cioli, O.Carm.
- Vescovo Luciano Giovannetti